# Mechanické vlnění

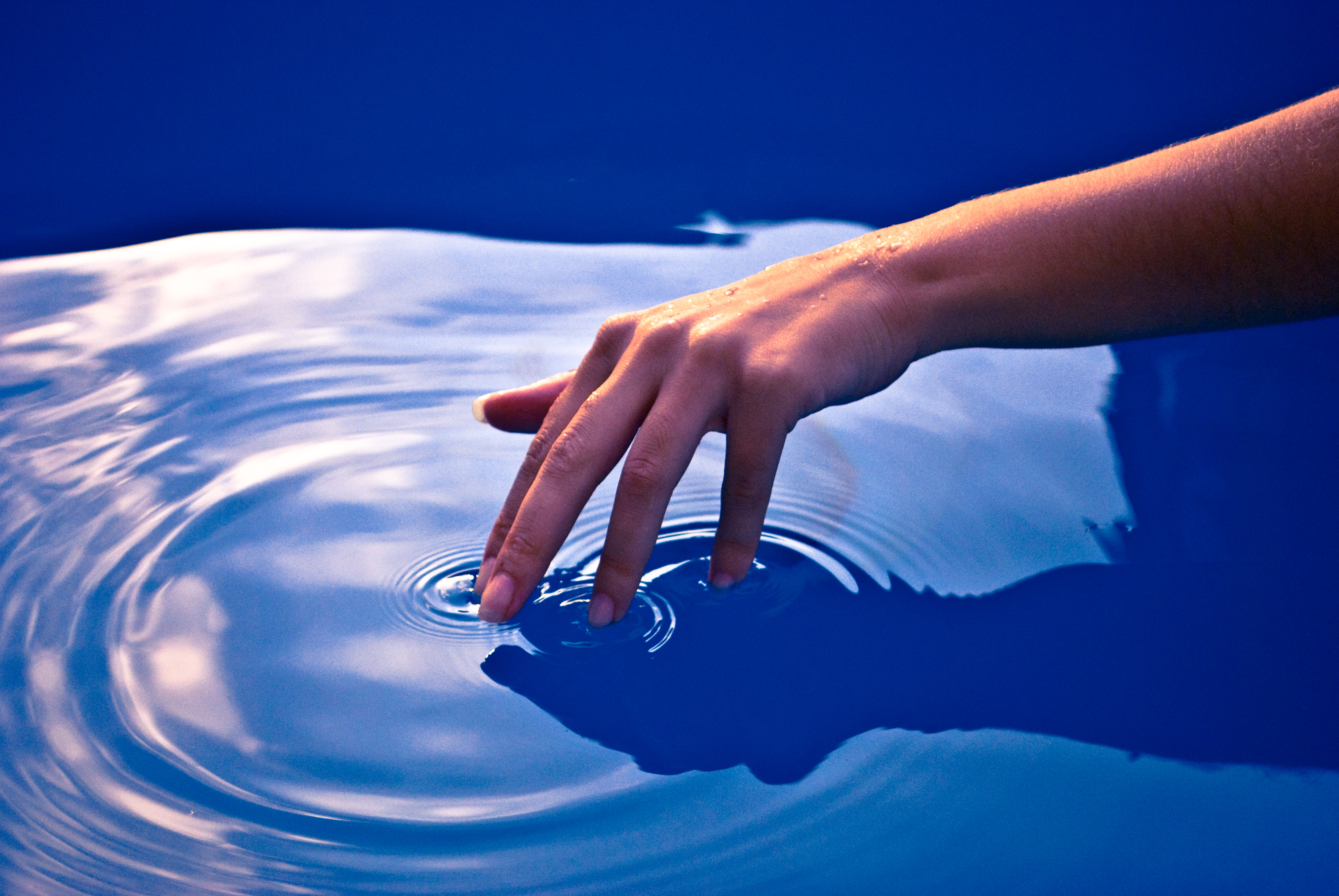
Vyvolané vlnění

Mechanické vlnění je děj, při němž se kmitání částic šíří látkovým prostředím. Mechanické vlnění se šíří látkami všech skupenství pomocí sil působících mezi částicemi. Vzniká tak, že výchylka jedné částice z rovnovážné polohy vnější silou se přenese na částici sousední, pak na další a tak vlnění určitou rychlostí postupuje od svého zdroje v řadě bodů, v rovině, nebo v prostoru. Mechanickým vlněním je například zvukové vlnění nebo vlnění na vodní hladině.

## Postupné vlnění
Postupné vlnění je charakteristické postupnou rychlostí v. Postupné vlnění není spojeno s přenosem hmoty, ale přenáší se jím energie. Důkazem je fakt, že zvuk, jakožto mechanické vlnění, může při vysoké intenzitě poškodit ušní bubínek nebo rozbít sklenici.
Rychlost postupného vlnění v lze vypočítat jako: v = λ · f nebo v = λ / T
Rovnice postupné vlny má tvar:
{\displaystyle y=y_{m}\sin 2\pi \left({\frac {t}{T}}-{\frac {x}{\lambda }}\right)=y_{m}\sin \omega \left({t}-{\frac {x}{v}}\right)},
kde {\displaystyle f} je frekvence vlnění, {\displaystyle \lambda } vlnová délka, {\displaystyle T} perioda, {\displaystyle y} okamžitá výchylka, {\displaystyle y_{m}} amplituda, {\displaystyle t} čas, {\displaystyle x} vzdálenost uvažovaného bodu od zdroje vlnění, {\displaystyle {v}} rychlost postupné vlny, {\displaystyle \omega } fázová (též úhlová) rychlost. Frekvenci, periodu a amplitudu přebírá mechanické vlnění od svého zdroje - kmitání.

#### Postupné příčné vlnění
Body látkového prostředí kmitají kolmo na směr šíření vlny. Příkladem postupného vlnění příčného je vlnění na vodní hladině po dopadu kamene. Vlnění se šíří od tohoto zdroje v kruhových rovinných vlnoplochách ve tvaru vrch – důl.

#### Postupné podélné vlnění
Body látkového prostředí kmitají podélně na směr šíření vlny. Dochází k postupnému zhušťování a zřeďování prostředí. Příkladem postupného vlnění podélného je zvuk.

## Stojaté vlnění

Stojaté příčné vlnění. Uzly jsou vyznačeny červeně.

Skládáním (interferencí) dvou proti sobě jdoucích postupných vlnění stejných parametrů vzniká stojaté vlnění, které je v řadě bodů (představovaných například napjatou strunou) charakterizováno body se stále stejnou výchylkou. Body s trvale největší výchylkou se nazývají kmitny, body s trvale nulovou výchylkou se nazývají uzly. Stojaté vlnění pružných těles se nazývá chvění a je nejčastějším zdrojem zvuku a fyzikálním základem hudebních nástrojů. Stojaté vlnění není spojeno s přenosem ani hmoty ani energie.
Stojaté vlnění na plošném útvaru (desce) se nazývá chvění. Při posypání desky sypkým materiálem a rozechvění, vzniknou na desce charakteristické obrazce, tzv. Chladniho obrazce. V místech, kde se po rozechvění soustředí sypký materiál jsou uzly vlnění.

## Šíření vlnění
Vlnění se šíří v tzv. vlnoplochách - množinách bodů se stejnou fází. Je-li prostředí izotropní jsou vlnoplochami soustředné kružnice. Platí Huygensův princip - každá vlnoplocha se stává zdrojem nekonečně mnoha elementárních vlnění, jejichž interferencí vzniká další vlnoplocha. Huygensův princip vysvětluje ohyb vlnění(difrakci), kdy vlnění je schopno projít malým otvorem v překážce a rozšířit se za ní. Směr šíření postupného vlnění udává paprsek, což je přímka kolmá na vlnoplochu.
Rychlost šíření vlnění závisí na druhu látkového prostředí. Jelikož souvisí se vazebnými silami mezi částicemi ,je proto nejvyšší v látkách pevných (např. v oceli 5000 m/s), o něco nižší v látkách kapalných (ve vodě 1500 m/s), nejpomaleji se vlnění šíří v plynech.
Rychlost zvuku ve vzduchu je závislá na teplotě podle vztahu {\displaystyle v_{t}=\left(331,82+0,61{t}\right)m\times s^{-1}} kde {\displaystyle {t}} je teplota ve °C.